# Hydroeciodes compressipuncta
Hydroeciodes compressipuncta är en fjärilsart som beskrevs av Dyar 1919. Hydroeciodes compressipuncta ingår i släktet Hydroeciodes och familjen nattflyn. Inga underarter finns listade i Catalogue of Life.